# Ryszard Szurkowski
Ryszard Jan Szurkowski, född 12 januari 1946 i Świebodów i Nedre Schlesiens vojvodskap, Polen, död 1 februari 2021 i Radom, Polen, var en polsk tävlingscyklist som tog OS-silver i lagtempoloppet vid olympiska sommarspelen 1972 i München och silver igen i samma disciplin vid olympiska sommarspelen 1976 i Montréal.